# المعهد الأوروبي لعلم الأورام
المعهد الأوروبي لعلم الأورام (بالإيطالية: Istituto Europeo di Oncologia)‏ (IEO) هو مركز خاص وغير ربحي وشامل لعلاج السرطان، يقع في ميلانو بإيطاليا. يُعتبر المعهد مركزًا للعلاج والبحث والتدريب، وهو عضو في تحالف EU-LIFE، الذي يضم مراكز بحثية بارزة في علوم الحياة في أوروبا.
يعمل المعهد الأوروبي لعلم الأورام على الوقاية من السرطان وتشخيصه وعلاجه من خلال تطوير الأبحاث السريرية والعلمية، إلى جانب تحسين الإدارة والتنظيم الصحي. كما يوفر شبكة مهنية لدعم أعضائه في المجال الطبي.

## التاريخ
تأسس المعهد الأوروبي لعلم الأورام على يد أومبرتو فيرونيسي،الذي طور نموذجًا جديدًا للصحة والأبحاث المتقدمة في مجال علم الأورام الدولي. افتتح المعهد في مايو 1994، ويديره حاليًا مدراء أقسام ووحدات من من ثماني دول أوروبية.
في يناير 1996، حصل المعهد على تصنيف "مستشفى بحثي وعلاجي" (IRCCS) بموجب مرسوم وزاري إيطالي، مما سمح له بتقديم خدماته عبر اتفاقيات مع الخدمة الصحية الوطنية الإيطالية. يقوم الأستاذ جوردون ماكفي بأنشطة التوعية نيابة عن المعهد.
يدمج المعهد العديد من الأنشطة المرتبطة بمكافحة السرطان: الوقاية والتشخيص، والتعليم الصحي والتدريب، والبحث والعلاج.
يضم مقره الرئيسي في شارع ريبامونتي جميع الأنشطة السريرية والبحثية والتدريبية. في 2002، افتتح مركز IEO CENTRO، وهو مركز متكامل لتشخيص السرطان في وسط ميلانو.

## المجلة
ecancermedicalscience (العلوم الطبية الإيكولوجية) هي مجلة مفتوحة المصدر غير ربحية تابعة للمعهد الأوروبي لعلم الأورام. أُسّست الدورية على يد البروفيسورين أومبرتو فيرونيسي وجوردون ماكفي [الإنجليزية] في عام 2007، وتنشرها Cancer Intelligence وتشكل جزءًا من ecancer.org.
في عام 2014، قُبل رئيس التحرير جوردون ماكفي عضوًا باحثًا في الجمعية العالمية للمحررين الطبيين. 

### نموذج الأعمال
العلوم الطبية الإيكولوجية هي مجلة غير ربحية وتُموَّل جمعيات ومؤسسات خيرية، بما في ذلك: مؤسسة أومبرتو فيرونيسي، ومؤسسة المعهد الأوروبي لعلم الأورام، وسويس بريدج.
في 2014، أصبحت أول مجلة وصول مفتوح تتبع نموذج "ادفع ما يمكنك تحمله"، يمكن للمؤلفين حيث يُطلب من المؤلفين الذين لديهم تمويل دفع تكاليف النشر طوعًا، بينما يُتاح النشر مجانًا لمن لا يملكون التمويل.

### في الأخبار
في يونيو 2014، حظي تقرير حالة نُشر في مجلة ecancermedicalscience باهتمام إعلامي دولي. وصف تقرير حالة فتاةً لاتينية أمريكية كانت تُعاني من نوبات ضحك غير مناسبة شُخص خطأً على أنها سوء سلوك أو مس شيطاني،لكنها كانت في الواقع تعاني من نوبات صرع جيلاتينية [الإنجليزية] ناجمة عن ورم دماغي.